# Jacana à longue queue
Hydrophasianus chirurgus
Genre
Espèce
Répartition géographique
Statut de conservation UICN

 LC  : Préoccupation mineure
Le Jacana à longue queue (Hydrophasianus chirurgus), autrefois appelé faisan d'eau ou chirurgien, est une espèce d'oiseaux de la famille des Jacanidae.

## Description
Le jacana à longue queue mesure 39 à 58 cm de longueur (dont 25 à 35 cm pour la queue) soit environ 31 cm en dehors de la période de nidification. Sa masse moyenne est de 126 g pour le mâle et 231 g pour la femelle.

Cet oiseau présente un léger dimorphisme sexuel : la femelle est un peu plus grande que le mâle ; et le jacana à longue queue est caractérisé par la présence chez le mâle, de deux longues rectrices lors de la période de reproduction.

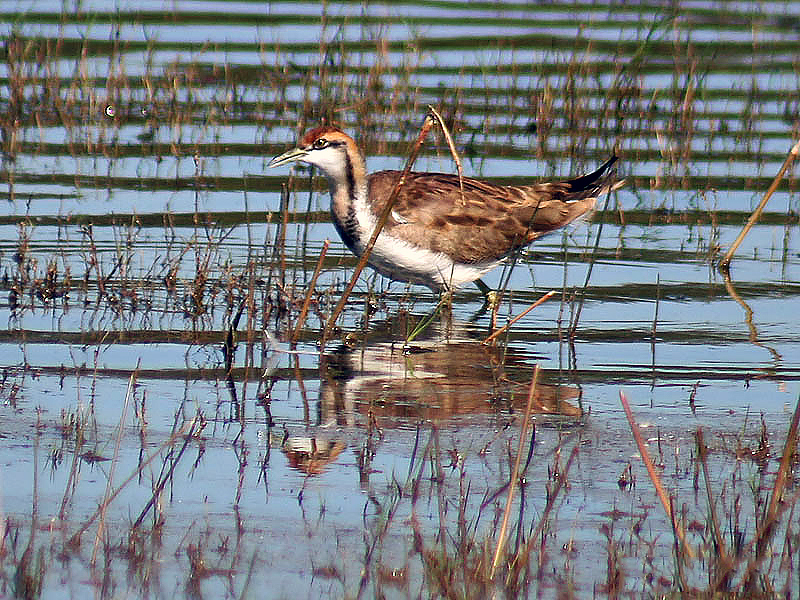
Jacana à longue queue, en livrée ordinaire, hors période de reproduction
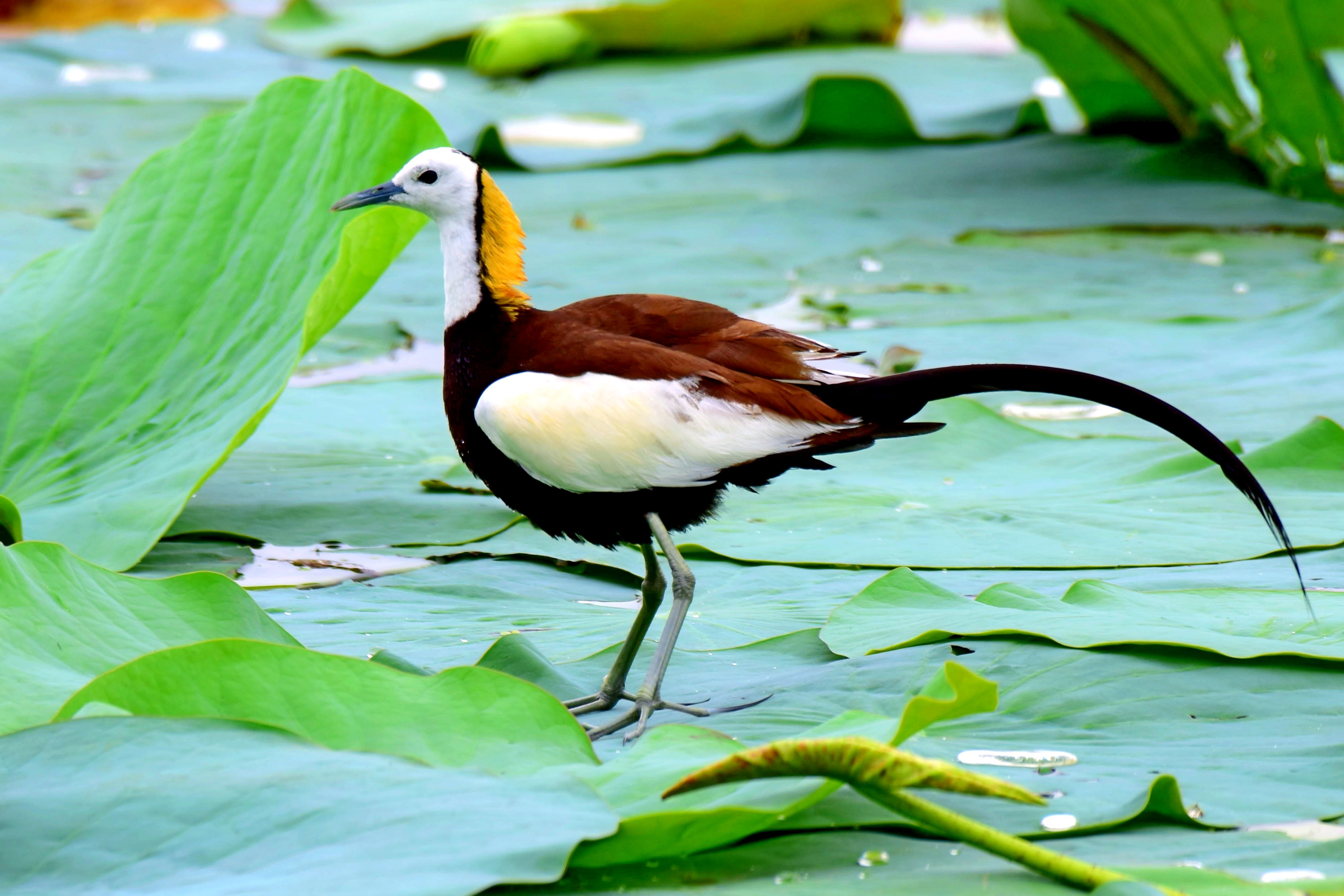
Jacana à longue queue, en livrée nuptiale, période de reproduction

## Aire de répartition
Le Jacana à longue queue se reproduit du Pakistan au sud-est et à l'est de la Chine, au Sri Lanka, aux Philippines et dans les Grandes îles de la Sonde (Java et Sumatra). Des oiseaux hivernent dans l'est de l'Arabie et dans le sud de l'Asie.

## Habitat
Le faisan d'eau vit dans les marais, les marécages et les lacs à lotus.

## Comportement
Cet oiseau aquatique vit souvent en bande et se déplace sur les grandes feuilles qui flottent à la surface de l'eau.

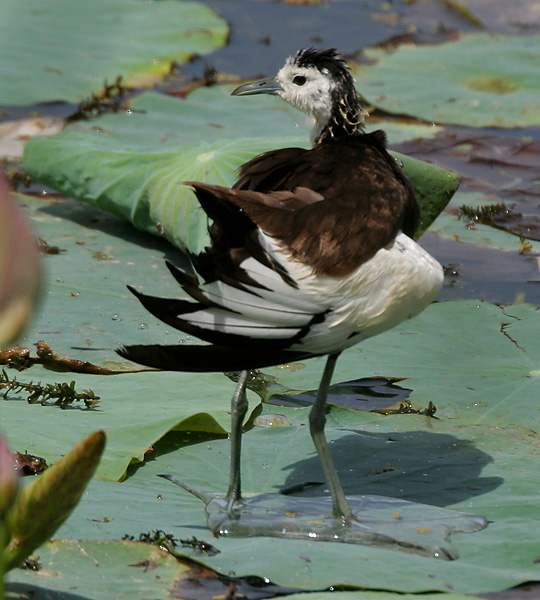
Faisan d'eau marchant sur des feuilles flottantes de lotus d'Orient.

## Alimentation
Le jacana à longue queue se nourrit de plantes vertes aquatiques, de graines et de petits invertébrés comme des vers, des insectes et des mollusques.

## Reproduction
La saison des amours a lieu durant la mousson : dans le sud de l'Inde, de juin à septembre ...
Le mâle séduit la femelle par ses appels sonores et en dressant les longues plumes nuptiales de sa queue. Ensuite le couple récolte des plantes aquatiques pour fabriquer un nid. La femelle pond trois ou quatre œufs bronze clair avec des points et taches foncés et le mâle les couve tout seul pendant environ vingt-quatre jours puis il veille sur les oisillons ; les jeunes oiseaux peuvent voler vers leur sixième semaine. 

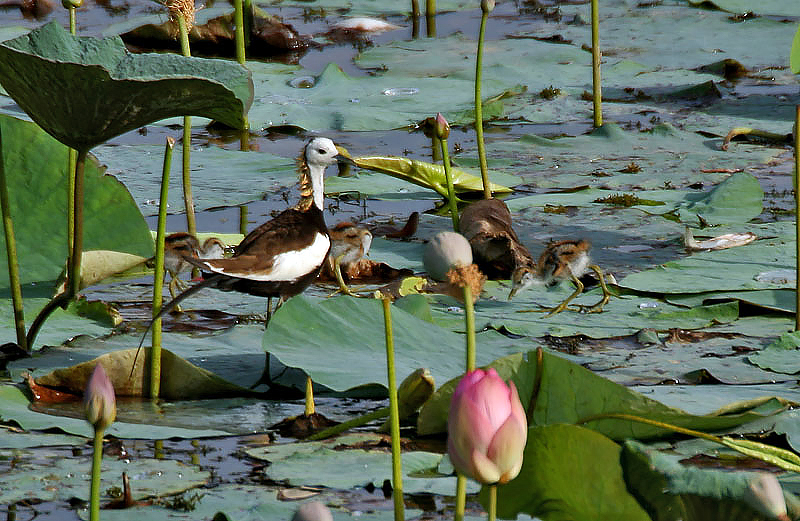
Jacana à longue queue mâle veillant sur ses oisillons dans un champ de lotus sacré.

La femelle, dès qu'elle a pondu ses œufs, cherche immédiatement et trouve un nouveau mâle pour une nouvelle ponte.

## Particularité
La femelle polyandre, comme tous les jacanas, peut se reproduire avec 4 mâles durant la même période (certaines sources mentionnent que la femelle peut s'accoupler avec une dizaine de mâle).

## Source
- Taylor D. (2006) Guide des limicoles d'Europe, d'Asie et d'Amérique du Nord. Delachaux & Niestlé, Paris, 224 p.